# Космологична константа
Космологичната константа (Λ) е константа, въведена от Алберт Айнщайн през 1917 г., за да имат решение неговите уравнения на гравитационното поле в общата теория на относителността, които описват стационарна, независима от времето Вселена. Въвеждането на константата дава възможност решението на Айнщайновите уравнения да е независимо от времето, но резултатът описва състояние на неустойчиво равновесие. Въпреки модела на разширяващата се Вселена на Александър Фридман от 1922 г., в който не е необходима космологична константа, предположението на Айнщайн за статичността на Вселената се е приемало за смислено до практическото доказване на откритието на Едуин Хъбъл, че Вселената се разширява (закон на Хъбъл). Впоследствие Айнщайн определя въвеждането на константата за най-голямата грешка в своя живот. 